# 448 (číslo)
Čtyři sta čtyřicet osm je přirozené číslo. Následuje po číslu čtyři sta čtyřicet sedm a předchází číslu čtyři sta čtyřicet devět. Římskými číslicemi se zapisuje CDXLVIII a řeckými číslicemi υμη.

## Matematika
448 je:
- Abundantní číslo
- Složené číslo
- Nešťastné číslo

## Astronomie
- (448) Natalie je planetka hlavního pásu, kterou objevili v roce 1899 Max Wolf a Arnold Schwassmann

## Roky
- 448
- 448 př. n. l.